# Snapdragon (Spiel)
Snapdragon (auch bekannt als Flap-dragon, Snap-dragon, oder Flapdragon, in deutschen Texten auch Drachenschnappe oder Feuerdrache) war ein in England vom 16. bis zum 20. Jahrhundert populäres Gesellschaftsspiel. Es wurde meist im Winter gespielt, zum Beispiel am Weihnachtsabend.

## Ablauf
Brandy wird in eine flache Schale gefüllt. Rosinen (oder andere Trockenfrüchte) werden hinzugegeben und der Brandy entzündet. Michael Faraday gibt den Rat „daß man, um ein recht schönes Snapdragon zu bekommen, eine vorher gut erwärmte Schale nehmen muß; auch sollte man die Pflaumen und den Branntwein vorher erwärmen.“ Die Lichter im Raum werden gedimmt. Reihum versuchen die Mitspieler, trotz der Gefahr von Verbrennungen mit bloßen Fingern möglichst viele Rosinen aus der brennenden Flüssigkeit zu fischen und zu essen. Erfahrenen Mitspielern gelingt es, die brennenden Rosinen durch rasches Schließen des Mundes zu löschen. Sieger ist, wer die meisten Rosinen gegessen hat. In einer anderen Version wird eine der Rosinen markiert und Sieger ist, wer diese „lucky raisin“ erhält.
Wie in Robert Chambers’ Book of Days (1879) beschrieben wird das Spiel begleitet durch einen Gesang:

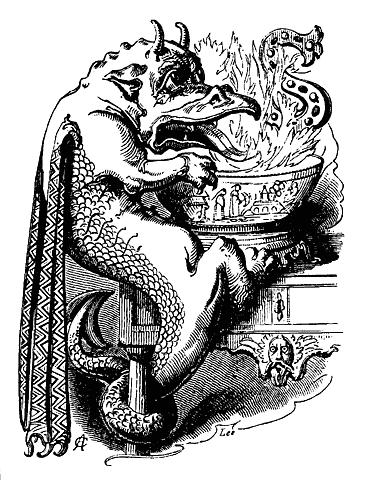
Bild eines Snapdragon spielenden Drachens von Robert Chambers

The Song of Snapdragon. 

Here he comes with flaming bowl,

Don't he mean to take his toll,

Snip! Snap! Dragon!

Take care you don't take too much,

Be not greedy in your clutch,

Snip! Snap! Dragon!

With his blue and lapping tongue

Many of you will be stung,

Snip! Snap! Dragon!

For he snaps at all that comes

Snatching at his feast of plums,

Snip! Snap! Dragon!

But Old Christmas makes him come,

Though he looks so fee! fa! fum!

Snip! Snap! Dragon!

Don't 'ee fear him but be bold —

Out he goes his flames are cold,

Snip! Snap! Dragon!

## Snapdragon in der Literatur

### Lewis Carroll

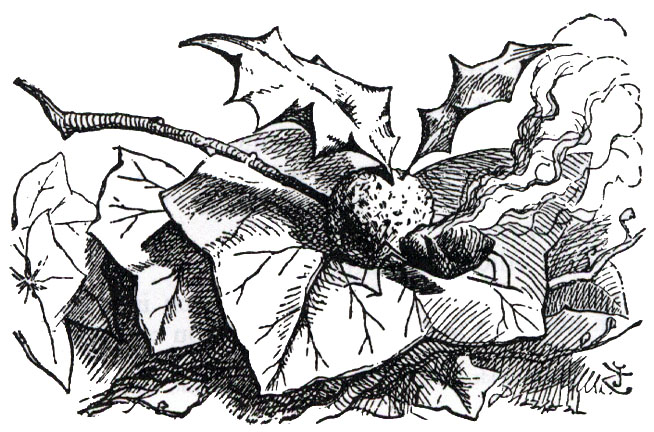
Snapdragon-Fliege, Illustration von John Tenniel

Lewis Carroll erwähnt im Buch Alice hinter den Spiegeln (1871) die Snapdragon-Fliege:

'Look on the branch above your head,' said the Gnat, 'and there you'll find a snap-dragon-fly. Its body is made of plum-pudding, its wings of holly-leaves, and its head is a raisin burning in brandy.' 'And what does it live on?' 'Frumenty and mince pie,' the Gnat replied; 'and it makes is nest in a Christmas box.' 'And then there's the Butterfly,' Alice went on, after she had taken a good look at the insect with its head on fire, and had thought to herself, 'I wonder if that's the reason insects are so fond of flying into candles -- because they want to turn into Snap-dragon-flies!'

„"Sieh auf dem Ast über deinem Kopf", sagte die Mücke, "dort findest du eine Snapdragon-Fliege. Ihr Körper ist aus Plumpudding gemacht, die Flügel aus Blättern der Stechpalme und ihr Kopf ist eine in Brandy brennende Rosine." "Und wovon lebt sie?" "Frumenty und Mince Pie," antwortete die Mücke, "und sie macht ihr Nest in einer Weihnachts-Schachtel." "Und dann ist da noch der Schmetterling," fuhr Alice fort, nachdem sie einen guten Blick auf das Insekt mit dem Kopf im Feuer genommen hatte, und dachte für sich, "Ich frage mich, ob das der Grund ist, dass Insekten so gern in Kerzen fliegen – weil sie sich in Snapdragon-Fliegen verwandeln wollen!"“

In Tim Burtons Film Alice im Wunderland begegnet Alice Snapdragon-Fliegen, die aber hier Fliegen in Drachengestalt sind.

### Agatha Christie
In Agatha Christies Buch Die Schneewittchen-Party (1969) wird zu Beginn der Handlung ein Mädchen während eines Snapdragon-Spiels (in der Übersetzung Feuerdrache) ermordet. In der Verfilmung aus der Reihe Agatha Christie’s Poirot wird das Spiel ausführlich gezeigt, der Gesang tritt wiederholt zur Untermalung der Handlung auf.

### Michael Faraday
Michael Faraday erwähnt in seinem Essay Naturgeschichte einer Kerze (1861) das Spiel Snapdragon und erklärt die wissenschaftlichen Hintergründe.

### Lingua
Im Theaterstück Lingua, or the Combat of the Tongue and the Five Senses for Superiority (1607) wird die Vermutung geäußert, dass das Spiel auf Hercules zurückgeht, zur Erinnerung an dessen Kampf mit dem feuerspeienden Drachen im Garten der Hesperiden.

### Charles Dickens
Charles Dickens lässt in seinem ersten Roman Die Pickwickier die Hauptfigur Samuel Pickwick das Spiel (in der Übersetzung Drachenschnappe) spielen.

### Juliana Horatia Ewing
In der Geschichte Snap-Dragons (1888) von Juliana Horatia Ewing erwachen die Snap-Dragons nach dem Spiel zum Leben und wirken erzieherisch auf den streitsüchtigen Harry.

### Elbridge Streeter Brooks
In der Kurzgeschichte Master Sandy's Snapdragon (um 1890) von Elbridge Streeter Brooks erhält der elfjährige Prinz Charles 1611 die „lucky raisin“ und erbittet als Siegerpreis von seinem Vater König James die Freilassung von Walter Raleigh.